# 巴蒂卡
06°24′N 58°37′W / 6.400°N 58.617°W

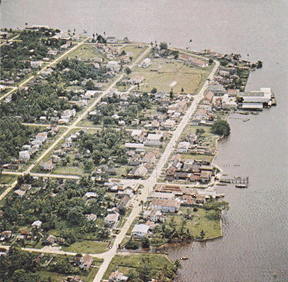

巴蒂卡是圭亞那的城鎮，也是庫尤尼-馬扎魯尼區的首府，位於該國中部埃塞奎博河左岸，始建於1842年，海拔高度4米，鎮上有碼頭和市集，2010年人口8,532。

## 外部連結
- Bartica Massacre （页面存档备份，存于）